# Дуброво (Липецкая область)
Дубро́во — село Висло-Полянского сельского поселения Тербунского района Липецкой области. Стоит в истоке реки Ломовечин.
Выделилось из соседнего села Яковлево не позднее конца XVIII века. Первоначально называлось Дубро́ва. Название — по степным дубравам.
В Дуброве некогда находился храм, в котором, по преданию, хранилась реликвия — золотой ковчежец, подаренный приходу князем Г. Приклонским, предку Приклонского его подарил Иван Грозный. Сегодня ковчежец безвозвратно потерян, а храм разрушен.

## Население
| 2009 | 2010 |
| ---- | ---- |
| 208  | →208 |